# Basse-Normandie
Basse-Normandie (Laag-Normandië) is een voormalige regio in het noordwesten van Frankrijk met ongeveer 1,5 miljoen inwoners.

## Aangrenzende regio's
| Aangrenzende regio's | Aangrenzende regio's | Aangrenzende regio's | Aangrenzende regio's | Aangrenzende regio's |
| -------------------- | -------------------- | -------------------- | -------------------- | -------------------- |
|                      |                      |                      |                      | Haute-Normandie      |
|                      |                      |                      |                      |                      |
|                      |                      |                      |                      |                      |
|                      |                      |                      |                      |                      |
| Bretagne             |                      | Pays de la Loire     |                      | Centre-Val de Loire  |

## Geschiedenis
Deze regio is in 1956 gecreëerd, en bestond uit drie departementen: Calvados, Manche en Orne. Basse-Normandie kwam overeen met het westelijke deel van de oude provincie Normandië.  Op 1 januari 2016 werden de twee regio's samengevoegd tot Normandië.

## Politiek

### Presidentsverkiezingen 2012

#### Uitslag eerste ronde
1. Nicolas Sarkozy: Union pour un Mouvement Populaire
2. François Hollande: Parti Socialiste
3. Marine Le Pen: Front National
4. François Bayrou: Mouvement Démocrate
5. Jean-Luc Mélenchon: Front de Gauche
6. Nicolas Dupont-Aignan: Debout la République
7. Eva Joly: Europe Écologie-Les Verts
8. Philippe Poutou: Nouveau Parti anticapitaliste
9. Nathalie Arthaud: Lutte Ouvrière
10. Jacques Cheminade: Solidarité et Progrès